# Masatoshi Kushibiki
Masatoshi Kushibiki (Prefectura d'Aomori, 29 de gener de 1993) és un futbolista japonès.

## Selecció japonesa
Va formar part de l'equip olímpic japonès als Jocs Olímpics d'estiu de 2016.